# 中华人民共和国第六届少数民族传统体育运动会
第6届全国民族运动会是本世纪中国举办的最后一次大型综合性体育运动会。本届运动会在举办时间和地点上都具有特殊的重要意义：1999年是中华人民共和国建国50周年，是西藏自治区民主改革40周年，又是本世纪的最后一年。中华人民共和国第6届少数民族传统体育运动会于1999年9月24日-30日在北京举行，同时在拉萨设分赛场，而先期于8月18日-28日在拉萨进行。共有包括中华人民共和国台湾省在内的34个代表团的56个少数民族的运动员参加本届赛事。抢花炮、珍珠球、木球、毽球、蹴球、秋千、武术、射弩、龙舟、打陀螺、“押加”、民族式摔跤、马上项目共13项，其中射弩、打陀螺、“押加”、部分马上项目和部分表演项目在拉萨分赛场进行。